# Condado de Castillo Fiel

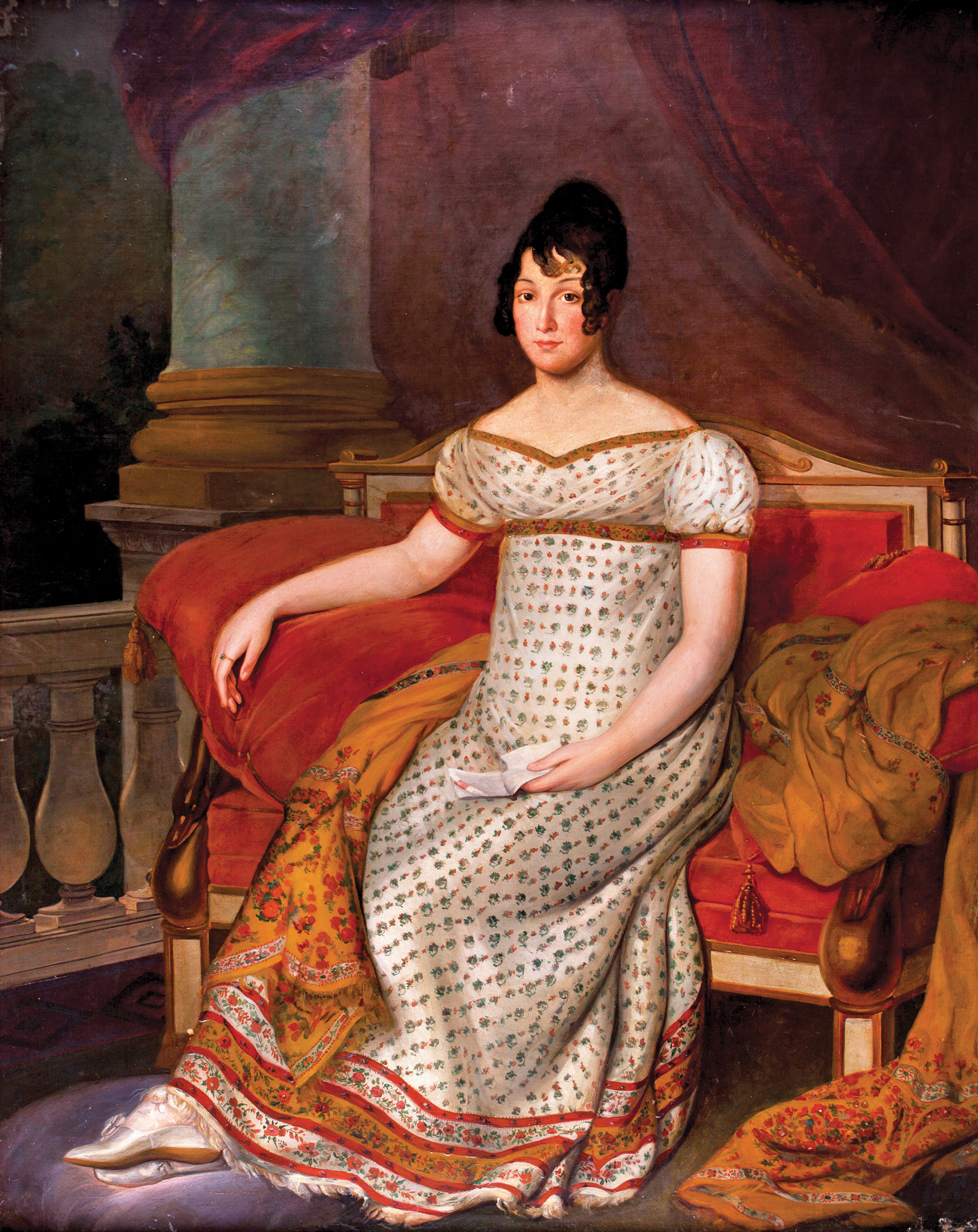
Retrato de doña Josefa Tudó, Condesa de Castillo Fiel. Hacia 1810-1815. Obra de José de Madrazo.

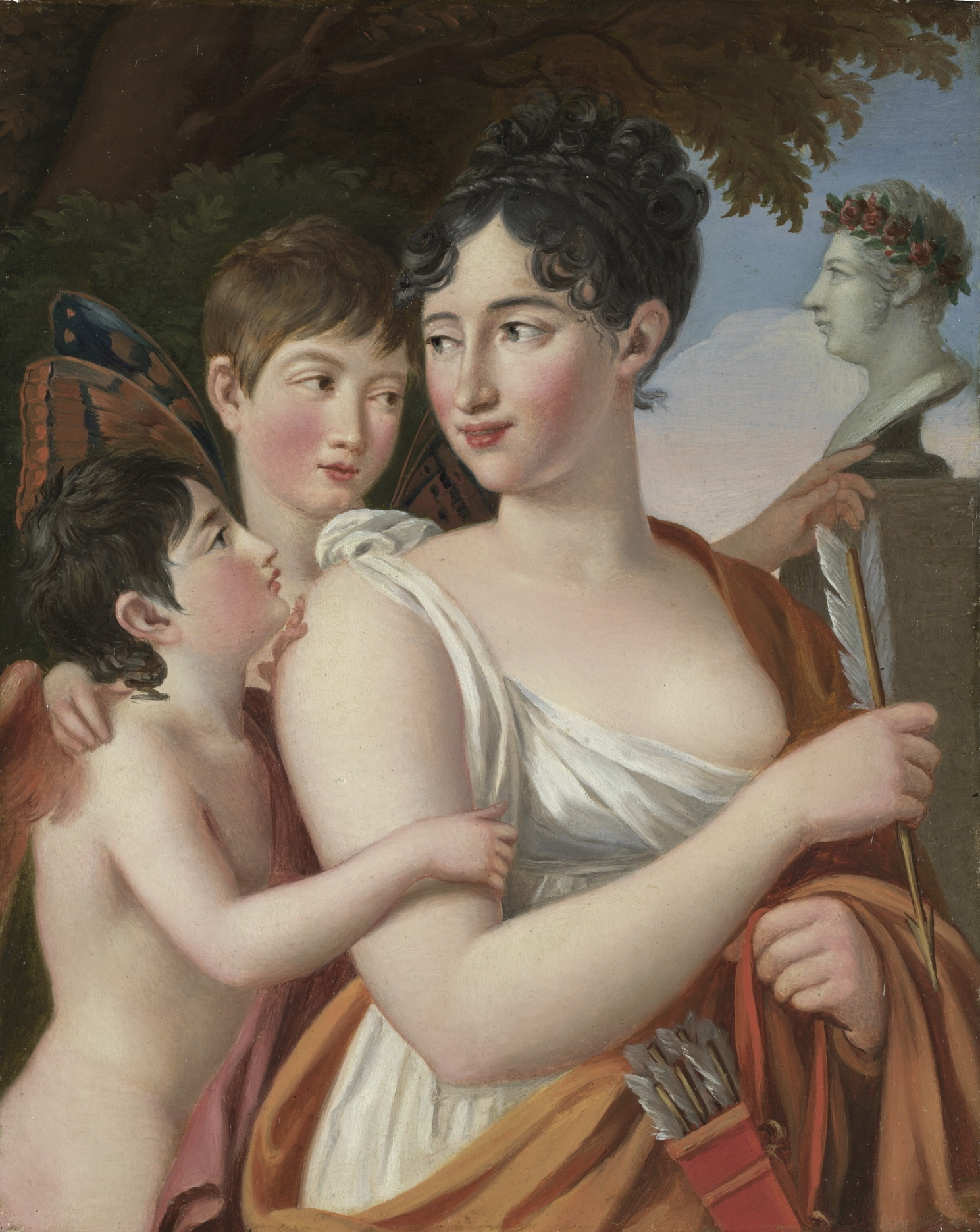
Josefa Tudó, I Condesa de Castillo Fiel, con sus hijos Manuel y Luis Godoy, junto a un busto de Manuel Godoy. Hacia 1812. José de Madrazo.

El condado de Castillo Fiel es un título nobiliario español creado por el rey Carlos IV de España, con el vizcondado previo de Rocafuerte y mediante Real Decreto de 13 de mayo de 1807 y Real Despacho de 14 de julio siguiente, en favor de Josefa Petra Francisca de Paula de Tudó y Catalán, Alemany y Luesia.
La concesionaria era amante de Manuel de Godoy y Álvarez de Faria, I príncipe de la Paz y I duque de la Alcudia y I duque de Sueca, valido de dicho rey y primer ministro de la Monarquía. Godoy estaba casado con María Teresa Josefa de Borbón y Vallabriga, XV condesa de Chinchón y I condesa de Boadilla del Monte, pero mantuvo hasta el final de su vida su relación con Pepita. Los hijos adulterinos que tuvieron quedaron legitimados por el tardío matrimonio de sus padres, celebrado en 1829 tras haber enviudado Godoy el año anterior.

## Lista de condes de Castillo Fiel
| I | Josefa Petra Francisca de Paula de Tudó y Catalán, Alemany y Luesia | 1807-1869 |
| II | Manuel Luis de Godoy y Tudó                                         | 1869-1871 |
| III | Manuel Carlos Luis de Godoy y Crowe, Tudó y Donovan                 | 1871-1875 |
| IV | Matilde de Godoy y Crowe, Tudó y Donovan                            | 1875-1901 |
| V | María Martín-Romero y Godoy                                         | 1901-1904 |
| VI | Alfonso Isabel Crespo de Gálvez y Martín-Romero                     | 1905-1933 |
| VII | Carlos Crespo y Gil-Delgado                                         | 1933-1963 |
| VIII | Eduardo Crespo y García-Castrillón                                  | 1963-1989 |
| El título se encuentra actualmente vacante, disponiendo sus descendientes o sucesores de un plazo de 5 años, desde el fallecimiento del último titular, para solicitar la sucesión en el título, y después de un plazo de 40 años antes de que caduque finalmente y revierta a la corona, a tenor de los dispuesto en el Decreto 222/1988, de 11 de marzo. |                                                                     |           |

## Historia de los condes de Castillo Fiel
- Josefa Petra Francisca de Paula de Tudó y Catalán, Alemany y Luesia (1779-1869), I vizcondesa de Rocafuerte y luego I condesa de Castillo Fiel.

Se casó en 1829 con Manuel de Godoy y Álvarez de Faria, I príncipe de Bassano, cuando éste quedó viudo de su primera esposa. Previamente había sido su amante. La sucedió el hijo de ambos:
- Manuel Luis de Godoy y Tudó (1805-Madrid, 24 de agosto de 1871), II conde de Castillo Fiel, II príncipe de Bassano.

Se casó con Mary Caroline Crowe y Donovan. Le sucedió su hijo:
- Manuel Carlos Luis de Godoy y Crowe (1828-1896), III conde de Castillo Fiel, III príncipe de Bassano. Hermano de Carlos de Godoy y Crowe, Tudó y Donovan.

Se casó en primeras nupcias con María del Pilar de Sola y Fuentes y en segundas con Rosine Stolz. Murió sin descendencia, extinguiéndose así la descendencia agnada de Godoy. En 1875 le sucedió, por cesión, su hermana:
- Matilde de Godoy y Crowe, Tudó y Donovan (París, 22 de junio de 1830-1901), IV condesa de Castillo Fiel.[1] Hermana de María Luisa y de Josefa Luisa de Godoy y Crowe (París, 8 de octubre de 1834-Valladolid, 12 de agosto de 1882), DCXXXI Dama de la Real Orden de las Damas Nobles de la Reina María Luisa.

Contrajo un primer matrimonio con Félix Martín-Romero (m. 21 de mayo de 1867) y después volvió a casar con Bernardo Bruzón. Le sucedió su hija del primer matrimonio:
- María Martín-Romero y Godoy (Madrid, 13 de mayo de 1856-1904), V condesa de Castillo Fiel.

Se casó con Eduardo Antonio Crespo de Gálvez. Le sucedió su hijo:
- Alfonso Isabel Crespo de Gálvez y Martín-Romero (Málaga, 18 de febrero de 1873-1933), VI conde de Castillo Fiel.

Se casó con Isabel Gil-Delgado y Pineda. Le sucedió su hijo:
- Carlos Crespo y Gil-Delgado (Madrid, 1911-1963), VII conde de Castillo Fiel.

Se casó con María Teresa Tricio y Echeguren, sin descendencia. Le sucedió su primo carnal, hijo de Fernando Crespo de Gálvez y Martín-Romero, hermano del VI conde de Castillo Fiel:
- Eduardo Crespo y García-Castrillón (m. 29 de mayo de 1989), VIII conde de Castillo Fiel.[2] Hermano de María del Carmen Crespo y García-Castrillón.

Se casó con María Luisa Sampere Marzal, sin descendencia.
El título permanece vacante desde 29 de mayo de 1989, por fallecimiento del último titular.

## Árbol genealógico
| | | | | | | Josefa Tudó y Catalán I condesa de Castillo Fiel I vizcondesa de Rocafuerte (1779-1869) |                                                                                  |                                                                                  |                                                                                  |                                                                  |                                                                  |                                                                         |                                                                         |                                                                         |                                                                         |                                                                         |                                                                         |  |  |  |  |  |  |  |  |  |  |  |  |
| | | | | | |                                                                                         |                                                                                  |                                                                                  |                                                                                  |                                                                  |                                                                  |                                                                         |                                                                         |                                                                         |                                                                         |                                                                         |                                                                         |  |  |  |  |  |  |  |  |  |  |  |  |
| | | | | | |                                                                                         |                                                                                  |                                                                                  |                                                                                  |                                                                  |                                                                  |                                                                         |                                                                         |                                                                         |                                                                         |                                                                         |                                                                         |  |  |  |  |  |  |  |  |  |  |  |  |
| Manuel Luis de Godoy y Tudó II conde de Castillo Fiel II príncipe de Bassano (1805-1871)           | Manuel Luis de Godoy y Tudó II conde de Castillo Fiel II príncipe de Bassano (1805-1871)           | Manuel Luis de Godoy y Tudó II conde de Castillo Fiel II príncipe de Bassano (1805-1871)           | Manuel Luis de Godoy y Tudó II conde de Castillo Fiel II príncipe de Bassano (1805-1871)           | Manuel Luis de Godoy y Tudó II conde de Castillo Fiel II príncipe de Bassano (1805-1871)           | Manuel Luis de Godoy y Tudó II conde de Castillo Fiel II príncipe de Bassano (1805-1871)           |                                                                                         |                                                                                  |                                                                                  |                                                                                  | Luis de Godoy y Tudó Sin descendencia (1807-1818)                | Luis de Godoy y Tudó Sin descendencia (1807-1818)                | Luis de Godoy y Tudó Sin descendencia (1807-1818)                       | Luis de Godoy y Tudó Sin descendencia (1807-1818)                       | Luis de Godoy y Tudó Sin descendencia (1807-1818)                       | Luis de Godoy y Tudó Sin descendencia (1807-1818)                       |                                                                         |                                                                         |  |  |  |  |  |  |  |  |  |  |  |  |
| Manuel Luis de Godoy y Tudó II conde de Castillo Fiel II príncipe de Bassano (1805-1871)           | Manuel Luis de Godoy y Tudó II conde de Castillo Fiel II príncipe de Bassano (1805-1871)           | Manuel Luis de Godoy y Tudó II conde de Castillo Fiel II príncipe de Bassano (1805-1871)           | Manuel Luis de Godoy y Tudó II conde de Castillo Fiel II príncipe de Bassano (1805-1871)           | Manuel Luis de Godoy y Tudó II conde de Castillo Fiel II príncipe de Bassano (1805-1871)           | Manuel Luis de Godoy y Tudó II conde de Castillo Fiel II príncipe de Bassano (1805-1871)           |                                                                                         |                                                                                  |                                                                                  |                                                                                  | Luis de Godoy y Tudó Sin descendencia (1807-1818)                | Luis de Godoy y Tudó Sin descendencia (1807-1818)                | Luis de Godoy y Tudó Sin descendencia (1807-1818)                       | Luis de Godoy y Tudó Sin descendencia (1807-1818)                       | Luis de Godoy y Tudó Sin descendencia (1807-1818)                       | Luis de Godoy y Tudó Sin descendencia (1807-1818)                       |                                                                         |                                                                         |  |  |  |  |  |  |  |  |  |  |  |  |
| | | | | | |                                                                                         |                                                                                  |                                                                                  |                                                                                  |                                                                  |                                                                  |                                                                         |                                                                         |                                                                         |                                                                         |                                                                         |                                                                         |  |  |  |  |  |  |  |  |  |  |  |  |
| Manuel Carlos Luis de Godoy y Crowe III conde de Castillo Fiel III príncipe de Bassano (1828-1896) | Manuel Carlos Luis de Godoy y Crowe III conde de Castillo Fiel III príncipe de Bassano (1828-1896) | Manuel Carlos Luis de Godoy y Crowe III conde de Castillo Fiel III príncipe de Bassano (1828-1896) | Manuel Carlos Luis de Godoy y Crowe III conde de Castillo Fiel III príncipe de Bassano (1828-1896) | Manuel Carlos Luis de Godoy y Crowe III conde de Castillo Fiel III príncipe de Bassano (1828-1896) | Manuel Carlos Luis de Godoy y Crowe III conde de Castillo Fiel III príncipe de Bassano (1828-1896) |                                                                                         |                                                                                  | Matilde de Godoy y Crowe IV condesa de Castillo Fiel (1830-1901)                 | Matilde de Godoy y Crowe IV condesa de Castillo Fiel (1830-1901)                 | Matilde de Godoy y Crowe IV condesa de Castillo Fiel (1830-1901) | Matilde de Godoy y Crowe IV condesa de Castillo Fiel (1830-1901) | Matilde de Godoy y Crowe IV condesa de Castillo Fiel (1830-1901)        | Matilde de Godoy y Crowe IV condesa de Castillo Fiel (1830-1901)        |                                                                         |                                                                         |                                                                         |                                                                         |  |  |  |  |  |  |  |  |  |  |  |  |
| Manuel Carlos Luis de Godoy y Crowe III conde de Castillo Fiel III príncipe de Bassano (1828-1896) | Manuel Carlos Luis de Godoy y Crowe III conde de Castillo Fiel III príncipe de Bassano (1828-1896) | Manuel Carlos Luis de Godoy y Crowe III conde de Castillo Fiel III príncipe de Bassano (1828-1896) | Manuel Carlos Luis de Godoy y Crowe III conde de Castillo Fiel III príncipe de Bassano (1828-1896) | Manuel Carlos Luis de Godoy y Crowe III conde de Castillo Fiel III príncipe de Bassano (1828-1896) | Manuel Carlos Luis de Godoy y Crowe III conde de Castillo Fiel III príncipe de Bassano (1828-1896) |                                                                                         |                                                                                  | Matilde de Godoy y Crowe IV condesa de Castillo Fiel (1830-1901)                 | Matilde de Godoy y Crowe IV condesa de Castillo Fiel (1830-1901)                 | Matilde de Godoy y Crowe IV condesa de Castillo Fiel (1830-1901) | Matilde de Godoy y Crowe IV condesa de Castillo Fiel (1830-1901) | Matilde de Godoy y Crowe IV condesa de Castillo Fiel (1830-1901)        | Matilde de Godoy y Crowe IV condesa de Castillo Fiel (1830-1901)        |                                                                         |                                                                         |                                                                         |                                                                         |  |  |  |  |  |  |  |  |  |  |  |  |
| | | | | | |                                                                                         |                                                                                  | María Martín-Romero y Godoy V condesa de Castillo Fiel (1856-1904)               |                                                                                  |                                                                  |                                                                  |                                                                         |                                                                         |                                                                         |                                                                         |                                                                         |                                                                         |  |  |  |  |  |  |  |  |  |  |  |  |
| | | | | | |                                                                                         |                                                                                  |                                                                                  |                                                                                  |                                                                  |                                                                  |                                                                         |                                                                         |                                                                         |                                                                         |                                                                         |                                                                         |  |  |  |  |  |  |  |  |  |  |  |  |
| | | | | | |                                                                                         |                                                                                  |                                                                                  |                                                                                  |                                                                  |                                                                  |                                                                         |                                                                         |                                                                         |                                                                         |                                                                         |                                                                         |  |  |  |  |  |  |  |  |  |  |  |  |
| | | | | Alfonso Crespo de Gálvez y Martín-Romero VI conde de Castillo Fiel (1873-a.1935)                   | Alfonso Crespo de Gálvez y Martín-Romero VI conde de Castillo Fiel (1873-a.1935)                   | Alfonso Crespo de Gálvez y Martín-Romero VI conde de Castillo Fiel (1873-a.1935)        | Alfonso Crespo de Gálvez y Martín-Romero VI conde de Castillo Fiel (1873-a.1935) | Alfonso Crespo de Gálvez y Martín-Romero VI conde de Castillo Fiel (1873-a.1935) | Alfonso Crespo de Gálvez y Martín-Romero VI conde de Castillo Fiel (1873-a.1935) |                                                                  |                                                                  | Fernando Crespo de Gálvez y Martín-Romero (n. 1874)                     | Fernando Crespo de Gálvez y Martín-Romero (n. 1874)                     | Fernando Crespo de Gálvez y Martín-Romero (n. 1874)                     | Fernando Crespo de Gálvez y Martín-Romero (n. 1874)                     | Fernando Crespo de Gálvez y Martín-Romero (n. 1874)                     | Fernando Crespo de Gálvez y Martín-Romero (n. 1874)                     |  |  |  |  |  |  |  |  |  |  |  |  |
| | | | | Alfonso Crespo de Gálvez y Martín-Romero VI conde de Castillo Fiel (1873-a.1935)                   | Alfonso Crespo de Gálvez y Martín-Romero VI conde de Castillo Fiel (1873-a.1935)                   | Alfonso Crespo de Gálvez y Martín-Romero VI conde de Castillo Fiel (1873-a.1935)        | Alfonso Crespo de Gálvez y Martín-Romero VI conde de Castillo Fiel (1873-a.1935) | Alfonso Crespo de Gálvez y Martín-Romero VI conde de Castillo Fiel (1873-a.1935) | Alfonso Crespo de Gálvez y Martín-Romero VI conde de Castillo Fiel (1873-a.1935) |                                                                  |                                                                  | Fernando Crespo de Gálvez y Martín-Romero (n. 1874)                     | Fernando Crespo de Gálvez y Martín-Romero (n. 1874)                     | Fernando Crespo de Gálvez y Martín-Romero (n. 1874)                     | Fernando Crespo de Gálvez y Martín-Romero (n. 1874)                     | Fernando Crespo de Gálvez y Martín-Romero (n. 1874)                     | Fernando Crespo de Gálvez y Martín-Romero (n. 1874)                     |  |  |  |  |  |  |  |  |  |  |  |  |
| | | | | Carlos Crespo y Gil-Delgado VII conde de Castillo Fiel (1911-1963)                                 | Carlos Crespo y Gil-Delgado VII conde de Castillo Fiel (1911-1963)                                 | Carlos Crespo y Gil-Delgado VII conde de Castillo Fiel (1911-1963)                      | Carlos Crespo y Gil-Delgado VII conde de Castillo Fiel (1911-1963)               | Carlos Crespo y Gil-Delgado VII conde de Castillo Fiel (1911-1963)               | Carlos Crespo y Gil-Delgado VII conde de Castillo Fiel (1911-1963)               |                                                                  |                                                                  | Eduardo Crespo y García-Castrillón VIII conde de Castillo Fiel († 1989) | Eduardo Crespo y García-Castrillón VIII conde de Castillo Fiel († 1989) | Eduardo Crespo y García-Castrillón VIII conde de Castillo Fiel († 1989) | Eduardo Crespo y García-Castrillón VIII conde de Castillo Fiel († 1989) | Eduardo Crespo y García-Castrillón VIII conde de Castillo Fiel († 1989) | Eduardo Crespo y García-Castrillón VIII conde de Castillo Fiel († 1989) |  |  |  |  |  |  |  |  |  |  |  |  |